# Winter X Games XXVI
Navigation
Édition précédente Édition suivante
Les Winter X Games XXVI (en français : 26e édition des Jeux extrêmes hivernaux) est une compétition sportive annuelle de ski et de snowboard freestyle des X Games, qui se déroule du 21 au 23 janvier 2022 à Aspen, dans l'État du Colorado, aux États-Unis.
Cette édition marque également le retour du public, après une édition 2021 entièrement disputée sans aucun spectateurs.

## Palmarès

### Ski
| Épreuves            | Or                   | Argent                | Bronze                  |
| ------------------- | -------------------- | --------------------- | ----------------------- |
| Hommes — Big Air    | Alex Hall            | Mac Forehand          | Teal Harle              |
| Hommes — Slopestyle | Andri Ragettli       | Max Moffatt           | Alex Hall               |
| Hommes — Super Pipe | Nico Porteous        | Aaron Blunck          | David Wise              |
| Femmes — Big Air    | Tess Ledeux (94 pts) | Megan Oldham (89 pts) | Olivia Asselin (72 pts) |
| Femmes — Slopestyle | Tess Ledeux          | Mathilde Gremaud      | Megan Oldham            |
| Femmes — Super Pipe | Kelly Sildaru        | Brita Sigourney       | Hanna Faulhaber         |
| Knuckle Huck        | Quinn Wolferman      | Jake Mageau           | Alex Hall               |

### Snowboard
| Épreuves            | Or                        | Argent                      | Bronze                    |
| ------------------- | ------------------------- | --------------------------- | ------------------------- |
| Hommes — Big Air    | Marcus Kleveland (82 pts) | Maxence Parrot (81 pts)     | Rene Rinnekangas (80 pts) |
| Hommes — Slopestyle | Mark McMorris             | Marcus Kleveland            | Sven Thorgren             |
| Hommes — Super Pipe | Scotty James              | Ayumu Hirano                | Kaishu Hirano             |
| Femmes — Big Air    | Zoi Sadowski-Synnott      | Jamie Anderson              | Miyabi Onitsuka           |
| Femmes — Slopestyle | Zoi Sadowski-Synnott      | Jamie Anderson              | Laurie Blouin             |
| Femmes — Super Pipe | Sena Tomita               | Queralt Castellet           | Haruna Matsumoto          |
| Knuckle Huck        | Marcus Kleveland          | Fridtjof Sæther Tischendorf | Dusty Henricksen          |

## Tableau des médailles
| Rang               | Nation             | Or | Argent | Bronze | Total |
| ------------------ | ------------------ | -- | ------ | ------ | ----- |
| .                  |                    | 0  | 0      | 0      | 0     |
| Total (.. nations) | Total (.. nations) | 0  | 0      | 0      | 0     |